# Kengo Tsutsumi
Kengo Tsutsumi (født 8. marts 1978) er en tidligere japansk fodboldspiller.
Han har spillet for flere forskellige klubber i sin karriere, herunder Kataller Toyama.